# Site des Rivière et Gorges du Loup
 (décembre 2018).
Si vous disposez d'ouvrages ou d'articles de référence ou si vous connaissez des sites web de qualité traitant du thème abordé ici, merci de compléter l'article en donnant les références utiles à sa vérifiabilité et en les liant à la section « Notes et références ».

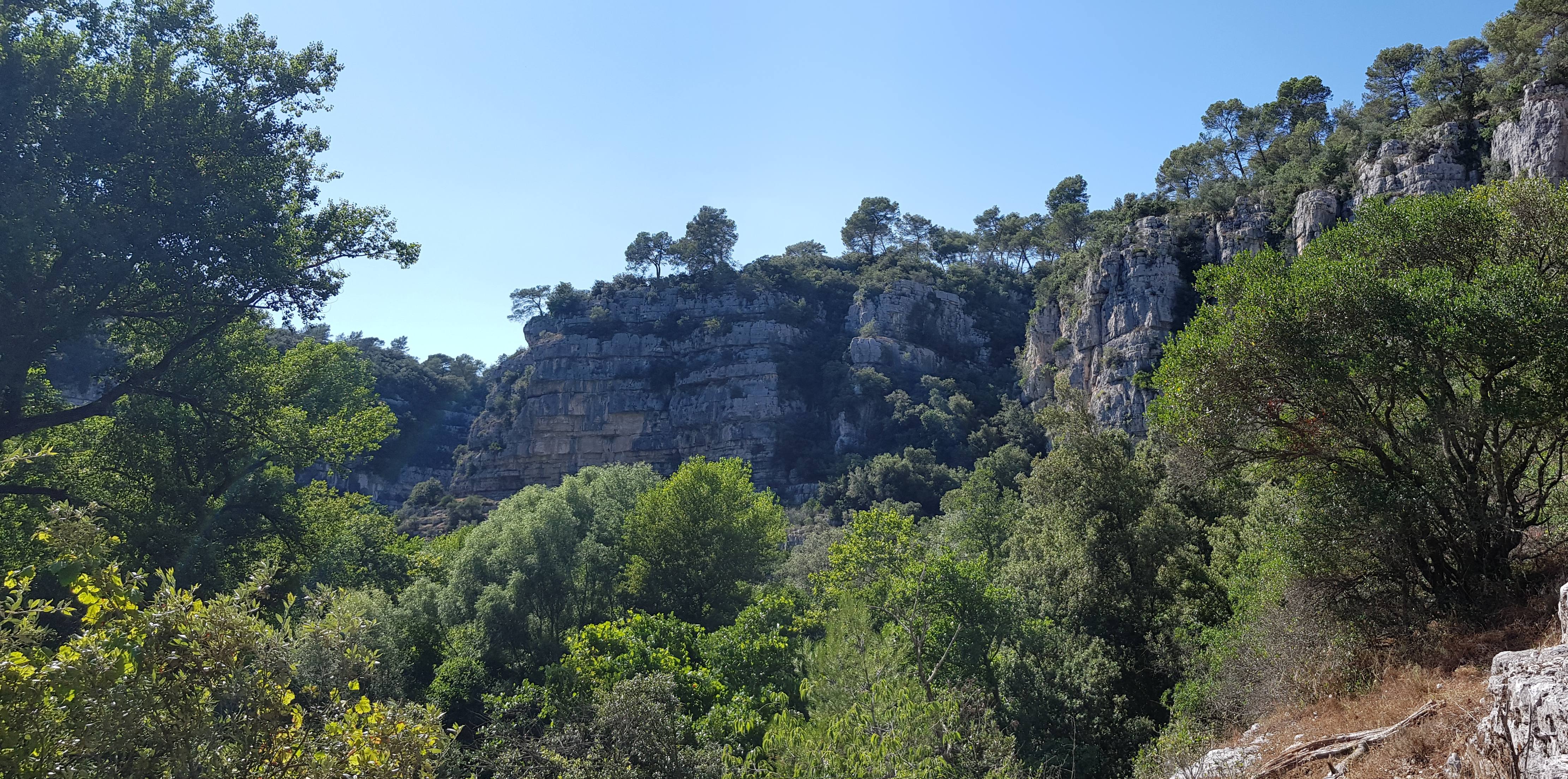
Vue depuis les falaises calcaires du parc départemental des Rives du Loup.

Le site des Rivière et Gorges du Loup, situé dans le département des Alpes-Maritimes, est une zone intégrée à l’initiative européenne Natura 2000 de protection de la biodiversité. La richesse biologique de sa faune et de sa flore en fait l’un des lieux centraux de la préservation de l’écosystème azuréen.

## Territoire et géographie
Le site des Rives et Gorges du Loup s’étend sur une surface d’environ 4 444 hectares, pour une longueur totale de 48 kilomètres entre sa source, située à 1 240 m d’altitude à Andon, et son embouchure maritime, entre Villeneuve-Loubet et Cagnes-sur-Mer. Il traverse 13 communes des Alpes-Maritimes : Andon, Gréolières, Cipières, Coursegoules, Courmes, Gourdon, Le Bar-sur-Loup, Le Rouret, Roquefort-les-Pins, Tourrettes-sur-Loup, La Colle-sur-Loup, Villeneuve-Loubet et Cagnes-sur-Mer.
Du fait de son positionnement entre mer et montagne, le site présente une diversité topographique rare. Entre Andon et Gréolières, le cours supérieur du Loup suit une partie du synclinal du Haut-Loup, en contrebas des massifs de l’Audibergue et du Cheiron. Il traverse ensuite les plateaux de Calern, du Gros Pounch, de Cavillore, de Caussols et de Saint-Barnabé, jusqu’au lieu-dit du Saut-du-Loup où il débouche sur la cascade de Courmes, d’une quarantaine de mètres de hauteur. Le Loup plonge alors entre des falaises calcaires dans lesquelles il a creusé des gorges de plusieurs dizaines de mètres de profondeur. Il débouche ensuite sur une zone plus ouverte, bordée de versants boisés, qui s’étend jusqu’à La Colle-sur-Loup et s’arrête aux portes de l’agglomération de Villeneuve-Loubet.

## Gestion
Le parc des Rivière et Gorges du Loup a été reconnu « Site d’Intérêt communautaire » (SIC) et intégré au réseau Natura 2000 le 19 juillet 2006. Cette initiative européenne permet de rassembler les sites naturels ou semi-naturels qui présentent une biodiversité particulièrement riche. Son statut de point chaud de biodiversité a été confirmé le 21 janvier 2014 lorsqu’il a été défini comme une « Zone spéciale de conservation » (ZSC) (site FR 9301571). Sa forte concentration en espèces primordiales pour l’écosystème méditerranéen est depuis protégée par arrêté du ministère chargé de l’Écologie. Un document récapitulant les espèces sensibles et les objectifs liés à leurs conservations a ainsi été rendu public.  
Le site est géré par la direction régionale de l'Environnement, de l'Aménagement et du Logement (DREAL) Provence-Alpes-Côte d’Azur, en collaboration avec le ministère chargé de l’écologie. Une portion située sur la partie basse du fleuve, entre Villeneuve-Loubet et La Colle-sur-Loup, a été transformée en parc départemental et est directement animée par le conseil départemental des Alpes-Maritimes. Cet espace a comme vocation d'informer, sensibiliser et éduquer le grand public à la richesse du patrimoine naturel local. Des sentiers « découverte » sur le thème de l’eau, des chemins de randonnée pédestre et des sites d’escalades ont été créés ou réhabilités à cet effet.

## Faune et flore
Plusieurs espèces de faune et de flore se partagent le site des Rivières et Gorges du Loup. Depuis l’intégration de la zone au réseau Natura 2000 en 2006, de nombreuses études visent à identifier, étudier et protéger les espèces les plus vulnérables présentes sur place.
La zone est réputée pour être l’un des derniers lieux d’observation de la loutre d'Europe jusqu’à son extinction présumée avec l’abattage du dernier spécimen, en 1939, à proximité de la station de pompage du Lauron. La relative stabilité du débit du Loup, la présence de nombreuses espèces piscicoles prisées des loutres et les bons indicateurs relatifs à la qualité de l’eau en font un lieu compatible avec les politiques de réintroduction de l’espèce envisagées sur le territoire national.
Malgré la disparition de cette espèce, le lieu reste l’une des zones les plus denses et riches en termes de biodiversité à l’échelle des Alpes Maritimes. Au total, 63 espèces répertoriées sur la zone sont visées par des directives européennes de conservation plus ou moins strictes (Annexes I, II, IV et IV de la directive habitats 92/43/CEE ; Annexe I de la directive Oiseaux 2009/147/CE).

### Faune

#### Oiseaux
Le bassin méditerranéen est connu comme étant un haut lieu de l’avifaune française du fait de sa position entre mer et montagne. La région tout entière est particulièrement propice à la nidification des oiseaux de mer et de basse ou moyenne altitude. Le climat clément en fait un lieu de reproduction et d’hivernage privilégié pour certaines espèces allochtones. La richesse de cette diversité aviaire conduit à un partenariat entre les entités gouvernementales chargées de la gestion des espaces et la Ligue pour la protection des oiseaux (LPO).
Sur le site des Rivières et Gorges du Loup, 137 espèces d’oiseaux ont été recensées dont une majorité d’espèces sédentaires ou saisonnières. 27 espèces sont présentes dans l’Annexe I de la directive Oiseaux (directive 2009/147/CE) et donc particulièrement surveillées. 13 d’entre elles se reproduisent régulièrement sur le site et font l’objet d’études et de projets de conservation spécifiques :
- l’aigle royal (Aquila chrysaetos) (2 à 3 couples ont élu domicile sur le site) ;
- le faucon pèlerin (Falco peregrinus), un rapace particulièrement vulnérable et protégé ;
- la bondrée apivore (Pernis apivorus) ;
- le circaète Jean-le-Blanc (Circaetus gallicus) ;
- le grand-duc d'Europe (Bubo bubo) ;
- le pic noir (Dryocopus martius) ;
- l’alouette lulu (Lullula arborea) ;
- le bruant ortolan (Emberiza hortulana) ;
- la pie-grièche écorcheur (Lanius collurio) ;
- le crave à bec rouge (Pyrrhocorax pyrrhocorax)  ;
- l’engoulevent d'Europe (Caprimulgus europaeus) ;
- la fauvette pitchou (Sylvia undata) ;
- le pipit rousseline (Anthus campestris).

L’aigle de Bonelli, dont douze couples ont été repérés dans des zones avoisinantes, est aussi sous surveillance sur le site.

#### Chauves-souris
Les chauves-souris sont elles aussi présentes sur le site. Ce groupe taxonomique concentre les espèces parmi les plus rares repérées aux alentours du Loup. La grande vulnérabilité de ces espèces et leur rôle primordial dans la biodiversité locale ont largement contribué à classer le site dans le réseau Natura 2000.
Au total, quinze espèces de chiroptérofaune ont été comptabilisées dont quatre sont inscrites à la fois dans les annexes II et IV de la Directive « Habitats » :
- le grand rhinolophe (Rhinolophus ferrumequinum) et le petit rhinolophe (Rhinolophus hipposideros) sont des espèces menacées de chauves-souris particulièrement visées par des politiques de conservation. Les gorges du Loup s’avèrent être des zones de reproduction et d’hibernation pour ces espèces. Cette population de chauves-souris reste toutefois difficile à préserver du fait de l’intensification de l’activité humaine et de la présence de prédateurs naturels tels que la genette commune (Genetta genetta)[5],[6] ;
- le minioptère de Schreibers (Miniopterus schreibersi), est une espèce emblématique du bassin méditerranéen. Cavernicole[7], cette petite chauve-souris au front bombé a élu domicile dans une fraction des grottes de la région ;
- la barbastelle d’Europe (Barbastella barbastellus), espèce fragile, mais peu connue car nidifiant dans des habitations de montagne abandonnées, a été repérée à de rares occasions sur le site.

#### Espèces piscicoles

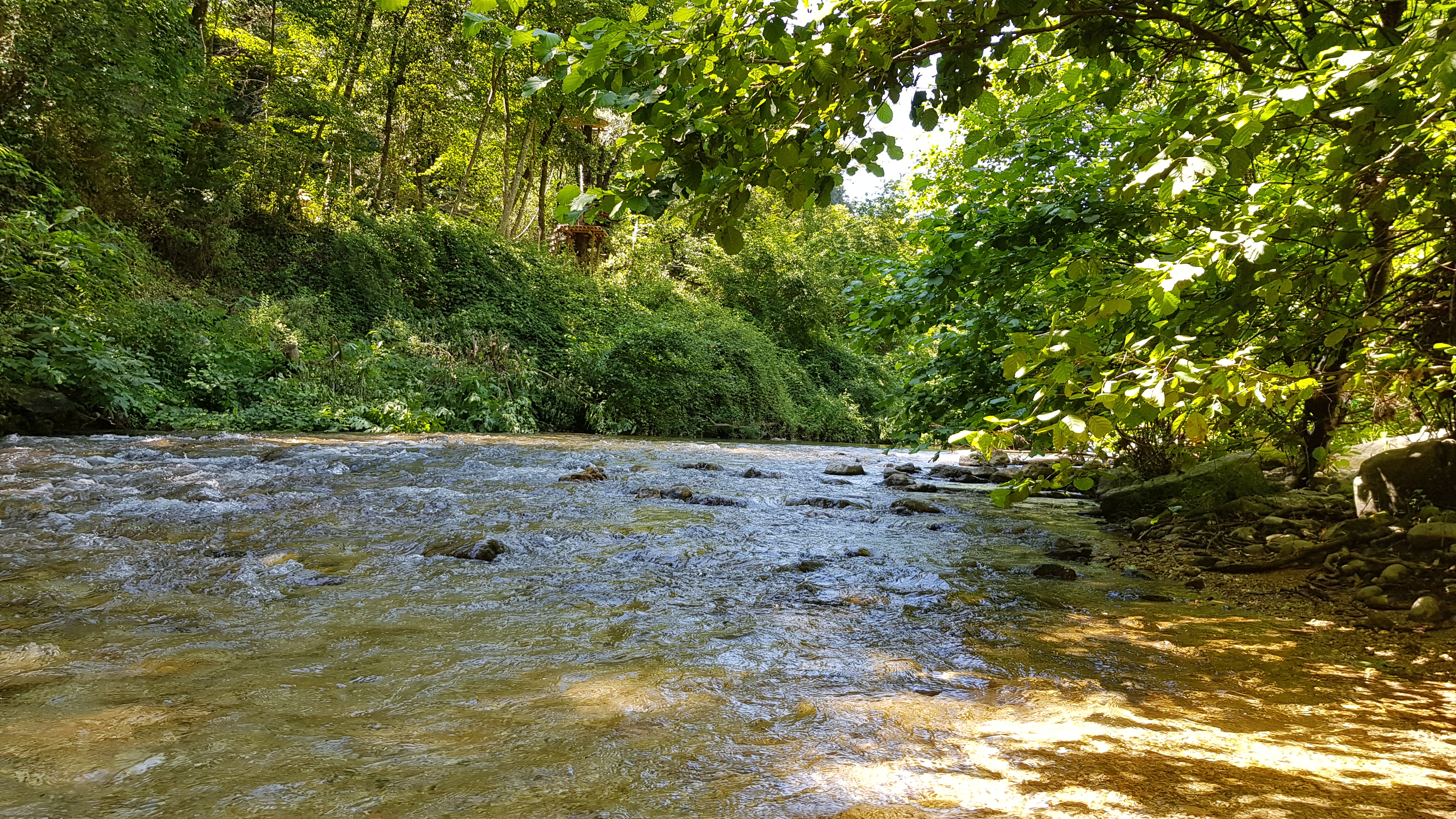
Le Loup sur la commune de la Colle-sur-Loup.

Le site tout entier est articulé autour du Loup, devenu élément central de la biodiversité locale. Le cours d’eau a d’ailleurs été classé en première catégorie piscicole du fait de son ichtyofaune très riche et variée.
Trois espèces aquatiques mentionnées dans les annexes II et V de la directive « Habitats » ont ainsi pu être observées :
- le barbeau méridional (Barbus meridionalis) est présent en grand nombre sur toute la longueur du Loup et particulièrement sur la portion en aval du lieu-dit du Saut-du-Loup. Ce poisson très peu pêché est une composante essentielle de l’écosystème aquatique, puisqu’il contribue à la survie d’autres espèces comme la truite fario (Salmo trutta fario) ;
- le blageon (Leuciscus souffia) est particulièrement présent dans les zones boisées de faible altitude. Sa population est en constante diminution sur l’ensemble des Alpes-Maritimes du fait de la diminution du débit des cours d’eau ;
- l’écrevisse à pieds blancs (Austropotamobius pallipes) est présente dans de petites portions du Loup à Cipières et Gréolières et dans quelques-uns des affluents du cours d’eau. Cette espèce est particulièrement menacée par l’introduction d’espèces nuisibles comme l’écrevisse américaine (Orconectes limosus) et ses parasites (Aphanomyces astacii). L’espèce à pieds blancs est un excellent indicateur biologique de la santé du milieu car particulièrement sensible aux variations dans son habitat.

La présence d’Alose feintes (Alosa fallax) a également été confirmée ces dernières années dans la partie basse du Loup.

#### Reptiles et amphibiens
L’herpétofaune du site contient quinze espèces d’amphibiens et de reptiles confirmées formellement sur le site et cinq autres repérées à plusieurs reprises.
Parmi elles, cinq espèces sont inscrites à l’annexe IV de la Directive « Habitats » :
- le lézard vert (Lacerta bilinetea) et le lézard des murailles (Podarcis muralis muralis) présents en grand nombre sur l’ensemble du site ;
- la couleuvre verte et jaune (Coluber viridiflavus viridiflavus) sur la moitié nord de la zone ;
- la couleuvre d’Esculape (Elaphe longissima) présente au nord de Courmes, dans les zones les plus boisées et difficiles d’accès ;
- la rainette méridionale (Hyla meridionalis) qui prolifère du fait de la multiplication des points d’eau artificiels (piscines, bassins, fontaines, rigoles, etc.).

Dix autres espèces sont sous protection nationale car identifiées comme vulnérables.

### Flore
Le bassin méditerranéen est un point chaud de la flore mondiale et le site ne fait pas exception. Il présente une diversité accrue du fait notamment de la différence de climat entre sa partie haute, à Andon, et son embouchure maritime. Au total, il compte 76 espèces de plantes protégées ou présentant un intérêt écosystémique (espèces endémiques ou rares). Seulement deux d’entre elles font l’objet d’une directive européenne (« Habitats », Annexe II) :
- l’ancolie de Bertoloni (Aquilegia bertolonii) est une petite fleur violette qui plante ses racines dans les éboulis calcaires ombragés. L’espèce est caractéristique de la région mais reste rare. On compte une dizaine d’individus sur le site environ ;
- la buxbaumie verte (Buxbaumia viridis) est une mousse annuelle qui pousse dans les bois de conifères morts. Elle est en parfaite santé sur le site du fait des sapinières et pinèdes qui se situent à la source du Loup, entre Caille et Andon.

Bien que peu d’espèces sur le site soient visées par des politiques de conservation, les Rivière et Gorges du Loup restent un lieu de richesse florale unique. La présence d’espèces centrales de la flore méditerranéenne, comme le pin sylvestre (Pinus sylvestris) garantit la survie d’autres taxons plus rares. La pinède de la portion montagneuse du Loup, limitrophe avec le site des préalpes de Grasse, est assez riche en espèces rares (Orchis spitzelii, Corallorrhiza trifida, Paeonia officinalis subsp. huthii).
L’élargissement des périphéries urbaines est un enjeu clé pour la préservation de la flore locale. Au total, 82 plantes côtières sont menacées sur l’ensemble du bassin méditerranéen directement par l’Homme. Deux tiers de la diversité florale de la Région Provence-Alpes-Côte d’Azur pourraient être concernés. La hausse démographique et la croissance de la fréquentation estivale contribuent également à augmenter le risque d’incendie. Le site, comme toute la région, est régulièrement menacé, justement dans sa partie de moyenne montagne, sur la commune de Tourrettes-sur-Loup.

## Menaces sur l'écosystème

### Espèces envahissantes
La majorité des espaces méditerranées doit faire face aux changements de climat et l’introduction d’espèces allochtones. Le site des Rivière et des Gorges du Loup ne fait pas exception.
La partie méridionale du site, à proximité de l’agglomération de Villeneuve-Loubet, est directement concernée par l’invasion de l’écureuil à ventre rouge (Callosciurus erythraeus). L’animal, surnommé le « rat de Corée » dans les Alpes Maritimes a vu son territoire grandir de 10 km2 entre les années 1990 et 2008. Cette espèce asiatique, introduite dans les années 1960 à proximité du cap d’Antibes, menace aujourd’hui l’espèce autochtone d’écureuil roux (Sciurus vulgaris) et fait l’objet d’un plan de lutte nationale.

### Activité humaine
Comme sur tout le pourtour méditerranéen, l’activité humaine grandissante représente une menace pour les espèces présentes sur le site des Rivière et Gorges du Loup. Les infrastructures électriques de moyenne et basse tension qui traversent le site sont par exemple une cause majeure de collision avec l’avifaune, menaçant les zones de reproduction et de nidification de certains oiseaux[réf. souhaitée]. Les réseaux routiers et leur entretien occasionnent de fortes nuisances sonores pour la faune locale et ont morcelé, si ce n’est détruit complètement, l’habitat des espèces les plus fragiles.
Malgré le classement du site dans la liste du patrimoine naturel européen, de nombreuses activités sportives et touristiques se sont développées autour du Loup, menaçant l’écosystème local.
La zone montagneuse est particulièrement prisée des randonneurs et des spéléologues. Au total, cent dix-huit cavités ont été recensées dans le périmètre du site dont une partie accueille des espèces de chauves-souris particulièrement vulnérables à la perturbation de leurs habitats : le grand rhinolophe (Rhinolophus ferrumequinum) et le petit rhinolophe (Rhinolophus hipposideros), la barbastelle d’Europe (Barbastella barbastellus) et le minioptère de Schreibers (Miniopterus schreibersii). Bien qu’une minorité de ces grottes soient accessibles au public, certains sites comme celui de la Chèvre d’Or (Roquefort-les-Pins) sont déjà dégradés par l’activité humaine[réf. souhaitée].
La portion du parc située sur la commune de la Colle-sur-Loup est un lieu de promenades privilégié depuis les années 1990. Les parois rocheuses, lieu de nidification et de refuge pour un certain nombre d’espèces d’oiseaux et d’insectes, ont été creusées pour accueillir des parcours d’escalade hautement prisés des amateurs locaux et des groupes scolaires. Certains parcours ont même une réputation internationale et entraînent une fréquentation constante tout au long de l’année.
Depuis cette époque, les zones de basse et moyenne montagne ont multiplié leurs offres de sport en plein air (canoë-kayak, rafting, accrobranche, etc.). Les différents centres sportifs privés installés dans le secteur des Gorges du Loup peuvent attirer jusqu’à 300 personnes par jour durant l’été, avec un impact majeur sur la faune du site[réf. souhaitée].
À cette affluence de passionnés de sports en tout genre s’ajoute une hausse des baignades non contrôlées générée par le développement du tourisme nature. La fréquentation estivale du site a également dramatiquement augmenté ces dernières années, générant une hausse de la pollution du site : circulation et stationnement anarchiques, accélération de l’érosion naturelle, piétinement du lit du cours d’eau, etc. La multiplication des déchets de tout type causés par les campings sauvages et autres activités de loisirs se fait sentir sur les portions du parc les plus proches des axes routiers et des petites villes.
Sur les zones les plus proches de la mer, ce sont l’étalement urbain et l’aménagement côtier qui pourraient menacer durablement l’écosystème du Loup. Sur la portion traversant Cagnes-sur-Mer par exemple, l’implantation du complexe commercial Polygone Riviera représente déjà une menace pour l’équilibre du cours d’eau. La diminution du débit de la rivière perturbe les cycles de reproduction des poissons présents dans la zone en plus d’une perte d’une dizaine d’hectares autrefois boisés[réf. nécessaire]. Cette bétonisation de l’embouchure, désormais transformée en goulet d’étranglement, amplifie les dégâts occasionnés par les épisodes de pluies intenses que connaît la région. Les inondations d’octobre 2015 illustrent parfaitement ce phénomène. Certaines zones entre Cagnes-sur-Mer et La Colle-sur-Loup étaient restées impraticables pendant plusieurs semaines du fait de la non-absorption des eaux par le sol.

### Liste des espèces ayant justifié la désignation auRéseau Natura 2000

#### Invertébrés
- Damier de la Succise – Euphydryas aurinia
- Écaille chinée – Callimorpha quadripunctaria
- Lucane cerf-volant – Lucanus cervus
- Grand Capricorne – Cerambys cerdo
- Écrevisse à pattes blanches – Austropotamobius pallipes

#### Mammifères
- Petit rhinolophe – Rhinolophus hipposideros
- Grand rhinolophe – Rhinolophus ferrumequinum
- Petit Murin – Myotis blythii
- Barbastelle d’Europe – Barbastella Barbastellus
- Minioptère de Schreibers – Miniopterus schreibersii
- Vespertilion de Capaccini – Myotis capaccinii
- Verspertilion à oreilles échancrées – Myotis emarginatus
- Alose feinte – Alosa fallax
- Blageon – Leuciscus souffia
- Barbeau méridional – Barbus meridionalis

#### Autres ressources utilisées
- Ministre de l'écologie, du développement durable et de l'énergie. 2014. Arrêté du 21 janvier 2014 portant désignation du site Natura 2000 "Rivière et gorges du Loup" (zone spéciale de conservation)
- Préfecture des Alpes Maritimes. 2005, Partie A : Orientations générales, Document d’objectifs : Réseau Natura 2000, Site "Rivière et Gorges du Loup"
- Préfecture des Alpes Maritimes. 2005, Partie B : Plan détaillé par espèces, Document d’objectifs : Réseau Natura 2000, Site "Rivière et Gorges du Loup"
- Environnement CASA. 2015. Vidéo « Natura 2000 – Rivière et Gorges du Loup »